# 张家塞乡
张家塞乡，是中华人民共和国湖南省益阳市资阳区下辖的一个乡镇级行政单位。

## 行政区划
张家塞乡下辖以下地区：
窑园里社区、三星村、大潭洲村、堤南村、乌龙堤村、柞树村、金垅村、合兴村、富民村、金山村和高坪村。